# Lucjusz Kasjusz Hemina
Lucjusz Kasjusz Hemina, łac. Lucius Cassius Hemina (II w. p.n.e.) – historyk rzymski, pierwszy znany annalista, który swoją pracę napisał po łacinie. 
Brak szerszych informacji na jego temat. Kilkutomowe dzieło, które wyszło spod jego ręki, nie zachowało się, przetrwały z niego tylko fragmenty. Na ich podstawie przyjmuje się, że w księdze I przedstawił dzieje miast w Lacjum, jak i całej Italii oraz losy Eneasza, zaś w następnej historię Romulusa i Remusa, założenie Rzymu oraz koleje miasta za panowania królów i w okresie republiki, aż do końca wojny z Pyrrusem. Natomiast w księgach III i IV opisał pierwszą i drugą wojnę punicką.
Inspirował się dziełem historycznym Katona Starszego, nie tylko posługując się tym samym językiem, ale wykazując duże zainteresowanie kwestiami dziejów poszczególnych miast Italii, obyczajów i wierzeń. Jednak nie wywarł większego wpływu na innych rzymskich historyków.

## Życiorys
Niewiele wiadomo na jego temat, poza tym, że wedle informacji podanych przez Cenzorynusa, żył i działał w II połowie II wieku p.n.e., w czasach Quarti ludi saeculares (czwartych igrzysk sekularnych), czyli około 146 roku p.n.e. Wywodził się z rodu plebejskiego o konserwatywnych poglądach.

## Dzieło
Kasjusz Hemina zaliczany jest do annalistów średnich. Napisał pracę poświęconą dziejom Rzymu, od Eneasza po czasy jemu współczesne, która jednak nie zachowała się w całości, przetrwało z niej 40 fragmentów. Nosiła najpewniej tytuł Annales („Roczniki”), choć w źródłach występowała także jako Historiae („Dzieje”) i prawdopodobnie liczyła 4 księgi. Wysunięto przypuszczenie, że mogła być obszerniejsza i obejmować od 5 do 7 ksiąg, jednak praktycznie wszystkie zachowane urywki pochodzą z czterech pierwszych. Tytuł księgi czwartej (Bellum Punicum posterior) stanowi podstawę do datowania opublikowania całej pracy na lata przed 149 rokiem p.n.e., kiedy to wybuchła III wojna punicka.
Tym co wyróżniało tego autora od poprzednich annalistów było użycie języka ojczystego, w ten sposób stał się najstarszym rzymskim dziejopisem, który w pracy o charakterze annalistycznym (rocznikarskim) posługiwał się łaciną. Najprawdopodobniej zainspirował się dziełem Katona Starszego Origines. 
Przyjmuje się, na bazie zachowanych urywków, że w księdze I przedstawił dzieje miast w Lacjum, jak i całej Italii oraz losy Eneasza, zaś w następnej historię Romulusa i Remusa, założenie Rzymu oraz koleje miasta za panowania królów i w okresie republiki, aż do końca wojny z Pyrrusem. Natomiast w księgach III i IV opisał pierwszą i drugą wojnę punicką.
Wśród zachowanych fragmentów najwcześniejszym epizodem było odnalezienie ksiąg Numy Pompiliusza w 181 roku p.n.e., zaś najpóźniejszym wspomniane ludi saeculares. Stosunkowo niewiele urywków dostarcza informacji o wydarzeniach politycznych, poza wzmiankami o walkach w Hiszpanii czy też wywłaszczeniach dokonywanych przez patrycjuszy kosztem plebejuszy. Widać w nich większe zainteresowanie autora kwestiami dziejów poszczególnych miast Italii, obyczajów i wierzeń, co mogło być efektem kolejnej, poza językiem, inspiracji pracą Katona, jak również dziełem Timajosa. Na tym polu widać erudycję Kasjusza Heminy i chęć powiązania najdawniejszej przeszłości Italii z Grecją. Określając lata życia Homera i Hezjoda synchronizował je z dziejami Rzymu, dopatrywał się obecności filozofii pitagorejskiej w księgach Numy. Często podejmował wątki etymologii nazw i początków miast (tak postąpił w przypadku osad Aricia i Crustumerium), jak również genezy zwyczajów i instytucji, pisząc między innymi o sztuce lekarskiej, negatywnej ocenie samobójstw, organizacji dni targowych czy jedzeniu ryb morskich. Interesował się ajtiologią kultu bóstw, w zachowanych fragmentach widać mocny wpływ koncepcji Euhemerosa w tłumaczeniu pochodzenia niektórych bogów jako ubóstwionych dawnych władców (Saturn i Faun). Jednocześnie podkreślał wagę właściwego sprawowania obrzędów religijnych, zapewniającego pomyślność państwu.
Na bazie zachowanych urywków można pokusić się o próbę wskazania pewnych cech jego stylu. Na ogół posługiwał się krótkimi zdaniami parataktycznymi, niekiedy podrzędnie złożonymi. Używał praesesns historicum, aliteracji i słownictwa archaizującego. Istotne pod kątem treści wyrazy zwykł umieszczać na początku zdania. Przytaczał także sentencje o charakterze filozoficznym.
Praca Kasjusza Heminy miała zakres podobny do dzieła Pizona Frugi, możliwe, że pod względem rzetelności była lepsza od roczników innego jeszcze annalisty, Gelliusza. Bywa jednak bardzo surowo oceniana jako praca o charakterze kompilatorskim, o ciężkim, napuszonym stylu i bezkrytycznym stosunku do źródeł oraz mitycznych przekazów.
Praktycznie nie wywarła większego wpływu na innych rzymskich historyków. Ślady korzystania z niej można dostrzec w zachowanych fragmentach dzieła Chronica Korneliusza Neposa, zaś częste odwołania pojawiły się dopiero u Pliniusza Starszego, zainteresowanie nią widać także w pismach późniejszych gramatyków i antykwarystów (Gelliusz, Diomedes, Noniusz Marcellus, Serwiusz, Makrobiusz, Pryscjan), połowa z zachowanych fragmentów pochodzi z ich dzieł. Możliwe jednak, że znali ją nie bezpośrednio, lecz z dzieł Warrona. Przywołują Annales Kasjusza Heminy także pisarze chrześcijańscy, Tertulian, Minucjusz Feliks czy Laktancjusz, a ponadto także autor anonimowego zarysu Origo gentil Romanae (Początki narodu rzymskiego) z najprawdopodobniej IV wieku n.e., części Corpus Aurelianum.
Zachowane fragmenty zostały wydane drukiem w Historicorum Romanorum reliquiae Hermanna Petera i L’annalistique romaine Martine Chassignet.